# Marghita
Marghita je rumunské město v župě Bihor. V roce 2011 zde žilo 15 770 obyvatel. Administrativní součástí města jsou i vesnice Cheț a Ghenetea.